# إراسيلما سيلفا
إراسيلما سيلفا مواليد 1 فبراير 1991، هي لاعبة كرة يد أنغولية تلعب كجناح أيمن. مثلت منتخب أنغولا لكرة اليد للسيدات وشاركت معه في كأس العالم للسيدات التي أقيمت في صربيا سنة 2013.